# Обітниця (фільм, 2016)
«Обітниця» (англ. The Promise) — американський історичний драматичний фільм 2016 року. Режисером фільму виступив Террі Джордж, а головні ролі зіграли Оскар Айзек, Шарлотта Ле Бон та Крістіан Бейл. Події фільму відбуваються в останні роки Османської імперії у період Вірменського геноциду на фоні любовного трикутника між вірменським студентом-медиком Мікаелем (Оскар Айзек), американським журналістом з Парижу Крісом (Крістіан Бейл) та вірменською дівчиною французького походження Анною (Шарлотта Ле Бон).
Міжнародна прем'єра фільму відбулася 11 вересня 2016 року на Міжнародному кінофестивалі в Торонто. В Україні фільм вийшов у прокат 4 травня 2017 року.

## Сюжет
Мікаель Погосян (Оскар Айзек) проживає у невеликому вірменському селі Сирун, що на південному сході Османської Імперії. Заручини хлопця та дівчини з багатої сім'ї, а згодом, згідно з сюжетом, молодий чоловік відправляється у Константинополь для вступу до медичного навчального закладу. Там він знайомиться з Емре — сином високопоставленого турецького чиновника. Багатий дядько знайомить Мікаеля з Анною (Шарлотта Ле Бон), художницею вірменського походження з Парижу, яку супроводжує фотокореспондент Associated Press Кріс Маєрс (Крістіан Бейл). Мікаель закохується в Анну. З початком Першої світової війни починає рости міжнародна напруга. Студент оминає військову повинність за допомогою Емре. Під час спроби врятувати свого дядька 24 квітня 1915 року Мікаель сам потрапляє у концентраційний табір.
Зрештою, молодий чоловік тікає з табору та повертається у своє рідне село. Батьки переконують його одружитись з невісткою, з якою заручився раніше, та шукати притулку у віддаленій гірській хатині. Там Мікаель довідується, що Анна і Крістофер знаходяться недалеко в об'єкті Червоного Хреста, покидає матір і жінку і вирушає на допомогу та захист сім'ї від турецької загрози. З групою сиріт вони повертаються назад у Сирун для того, щоб врятувати сім'ю Мікаеля. Дорогою вони зустрічаються з місцем різні. Стає зрозуміло, що усі жителі села, окрім матері героя, загинули. Крістофер захоплений у полон османськими військами та відправлений назад у Константинополь, його звинувачують у шпіонажі. За допомогою Емре і посла США в Османській Імперії Генрі Моргентау Кріса звільняють, і він тікає до Мальти. Там він сідає на французький крейсер Гішен. Емре жертвує собою, щоб урятувати Крістофера. Відірвавшись від переслідування, Мікаель, Анна і сироти приєднуються до великої групи біженців, яка наважилась на битву з турками на горі Муса-Даг. Мати Мікаеля помирає від отриманих ран. Крейсер «Гішен» приходить на допомогу. Під час евакуації за бортом опиняються Анна і двоюрідна сестра Мікаеля Єва. Мікаель, поставлений перед вибором, стрибає у воду.
У кінці фільму закадровий голос Мікаеля розказує, що він врятував Єву, і разом вони оселились у штаті Массачусетс. У 1942 році на весільному застіллі присутні сироти, які вже виросли, і Мікаель. Уже старий герой підіймає келих за удачу сімей і майбутніх поколінь.

## Акторський склад[5]
| Актор           | Роль                                      |
| --------------- | ----------------------------------------- |
| Оскар Айзек     | Мікаель Погосян, студент-медик            |
| Шарлотта Ле Бон | Анна, художниця вірменського походження   |
| Крістіан Бейл   | Крістофер Маєрс, американський журналіст  |
| Шохре Агдашлу   | Марта                                     |
| Раде Шербеджія  | Степан, очолює групу вірменських біженців |
| Мілена Маєр     | Єва                                       |
| Марван Кензарі  | Емре                                      |
| Джеймс Кромвелл | Генрі Моргенто                            |
| Жан Рено        | Французький адмірал                       |

## Виробництво
В основі історії «Обіцянки» — некінематографічний сценарій «Анатолія», написаний Робіном Свайкордом. Фільмування почались восени 2015 року в Португалії, на Мальті та в Іспанії, тривали до грудня. Пізніше фільмування були в Нью-Йорку у травні-червні 2016 року. Фільм повністю профінансував американський бізнесмен вірменського походження Кірк Керкокян.

## Реліз
Прем'єра відбулась на кінофестивалі в Торонто 11 вересня 2016 року. Початок прокату відбувся 28 квітня 2017 року.

## Сприйняття

### Касові збори
У Північній Америці фільм дебютував з результатом $4,1 млн, зайнявши 9 місце в топі касових зборів за вік-енд. Загалом касові збори, в тому числі світові, склали $10 млн. Президент Open Road по маркетингу заявив, що «… Хоча ми, авжеж, сподівались на кращий результат касових зборів, <…> мова йшла про привернення уваги світової громадськості до цієї проблеми. І, дивлячись на кількість спогадів фільму, не можна заперечувати, що за останні два тижні було більше уваги до цієї трагічної події, ніж за століття після звірств.»

### Відгуки кінокритиків
На агрегаторі критичних рецензій Rotten Tomatoes фільм має рейтинг «свіжості» 50%, посилаючись на 130 професійних критичних рецензій із середньою оцінкою 5,7/10. Критичний консенсус каже: «„Обіцянка“ розказує реальну історію любовного трикутника, який, на жаль, недоречний». На Metacritic фільм має оцінку 49 зі 100 на основі 30 критичних рецензій.

### Скандал, пов'язаний із накруткою негативних оцінок в IMDb
Прем'єра фільму відбулась ще у вересні на кінофестивалі у Торонто, від чого на сайті IMDb уже з'явилась сторінка фільму, де його можна було оцінити. Продюсерам фільму вдалось з'ясувати, що більшість негативних оцінок на IMBd були поставлені не з Канади, де пройшла прем'єра. Як з'ясувалось, на відкриття публічного рейтингу «Обіцянки» звернули увагу користувачі Incisozluk — турецького аналога 4chan.
 Ми були в залі приблизно на 900 місць і показ завершився оваціями, а тепер я бачу, що біля 100 тисяч людей стверджують, що фільм поганий — Майк Медавой, продюсер фільма
До кінця жовтня 2016 року, до офіційного релізу і після трьох попередніх релізів у вересні 2016 року на Міжнародному фестивалі в Торонто, IMDb зареєстрував близько 86000 оцінок фільму, 55126 з яких оцінили 1 зіркою, а 30639 — 10 зірками. До того ж деякі оцінки були посередині. Більшість голосів подано за межами США. До середини листопада загальна кількість голосів становила 91000, з яких 57000 були за 1 зірку з 10. Масові спроби боротьби з фальсифікованими рейтингами стали вірусними.